# Бандурка (село)
Бандурка —  село в Україні, у Синюхинобрідській сільській громаді Первомайського району Миколаївської області. Населення становить 278 осіб.

## Населення

### Мова
Розподіл населення за рідною мовою за даними перепису 2001 року:
| Мова            | Кількість | Відсоток |
| --------------- | --------- | -------- |
| українська      | 256       | 92.09%   |
| румунська       | 10        | 3.60%    |
| російська       | 6         | 2.15%    |
| болгарська      | 3         | 1.08%    |
| інші/не вказали | 3         | 1.08%    |
| Усього          | 278       | 100%     |